# Grisolia
Grisolia – miejscowość i gmina we Włoszech, w regionie Kalabria, w prowincji Cosenza.
Według danych na rok 2004 gminę zamieszkiwały 2392 osoby, 47,8 os./km².